# 353595 Grancanaria
353595 Grancanaria este o planetă minoră (asteroid) din centura de asteroizi. A fost descoperită pe 4 octombrie 2011 la Observatorio Astronómico de La Sagra⁠(d) de Observatorul Astronomic din Mallorca⁠(d). 
Obiectul prezintă o orbită caracterizată de o semiaxă mare de 3,1876506685569 UAi, o excentricitate de 0,19, o înclinație de 5,4 ° în raport cu ecliptica.